# Robert Morey (aviron)
Pour les articles homonymes, voir Robert Morey.
Robert Morey, né le 23 août 1936 et mort le 18 janvier 2019, est un rameur américain. Il participe aux Jeux olympiques d'été de 1956 dans l'épreuve du huit et remporte le titre.

## Palmarès

### Jeux olympiques
- Jeux olympiques de 1956 à Melbourne,  Australie
  -  Médaille d'or.